# Малая Мыла
Малая Мыла — река в России, протекает в Усть-Цилемском районе Республики Коми. Устье реки находится в 344 км по левому берегу реки Печоры. Длина реки — 61 км.

## Данные водного реестра
По данным государственного водного реестра России относится к Двинско-Печорскому бассейновому округу, водохозяйственный участок реки — Печора от водомерного поста Усть-Цильма и до устья, речной подбассейн реки — бассейны притоков Печоры ниже впадения Усы. Речной бассейн реки — Печора.